# Wohnhochhaus am Roseneck
Il Wohnhochhaus am Roseneck (letteralmente: «torre residenziale al Roseneck» – dal nome della piazza su cui si affaccia) è un edificio residenziale a torre di Berlino, sito nel quartiere di Schmargendorf.
Costruito nel 1955 come primo grattacielo residenziale della città, rappresentò all'epoca della costruzione un'opera tecnicamente impegnativa; l'esperienza acquisita consentì la successiva diffusione di questa tipologia edilizia.

## Storia
L'edificio venne costruito dal 1954 al 1955 su progetto degli architetti Franz-Heinrich Sobotka e Gustav Müller, e finanziato dall'impresa immobiliare Erbgemeinschaft Gebrüder Heinze e dall'investitore Karl-Heinz Pepper.
Durante la fase di costruzione, gli architetti furono assistiti dall'Istituto per la ricerca edilizia (Institut für Baufoschung) di Hannover, incaricato dal Ministero federale per l'edilizia residenziale di studiare la convenienza del metodo costruttivo utilizzato, basato sul riciclo del materiale proveniente da edifici distrutti durante la guerra. Basandosi su tale esperienza furono redatti nuovi regolamenti edilizi per gli edifici residenziali a torre, validi nel territorio della Repubblica Federale e nei settori occidentali di Berlino.

## Caratteristiche
L'edificio sorge sulla piazza del Roseneck, in una zona caratterizzata da un'edificazione residenziale a bassa densità (ville e palazzine), e segna visivamente il termine dell'Hohenzollerndamm, un lungo asse stradale che conduce verso il centro.
La costruzione conta 16 piani e ha pianta in forma di «Y», con il corpo scale e ascensori disposto nell'angolo nord per consentire a tutti gli appartamenti di avere almeno un affaccio verso sud.
La struttura portante è in calcestruzzo armato; le facciate sono costituite da strati di cocciopesto spessi 18 cm e da strati isolanti in calcestruzzo aerato spessi 10 cm. I materiali vennero ricavati recuperando le macerie di edifici bombardati durante la guerra.
L'edificio è diviso complessivamente in 90 appartamenti di diversa grandezza: nel corpo centrale sono posti gli appartamenti di 3 locali, mentre nelle due ali laterali, simmetriche, i mono- e bilocali. Nel piano attico si trova invece un unico grande appartamento con terrazzo.

### Fonti
- (DE) Otto Hagemann, Das neue Gesicht Berlins, Berlino (Ovest), Arani, 1957,  p. 92, ISBN non esistente, IDN 451767055.
- (DE) Rolf Rave e Hans-Joachim Knöfel, Bauen seit 1900 in Berlin, Berlino (Ovest), Kiepert, 1968,  scheda 124, ISBN non esistente, IDN 457887206.
- (DE) Architekten- und Ingenieur-Verein zu Berlin (a cura di), Berlin und seine Bauten IV B - Wohnungsbau. Die Wohngebäude, Mehrfamilienhäuser, Berlino (Ovest), Dom, 1974,  pp. 686-687, ISBN non esistente, IDN 740563882.
- (DE) Doris Mollenschott, Wohnhochhaus am Roseneck, in Martin Wörner et al. (a cura di), Architekturführer Berlin, 6ª ed., Berlino, Reimer, 2001,  p. 225, ISBN 3-496-01211-0.
- (DE) Charis Wegener, Wohnhochhaus am Roseneck, in Adrian von Buttlar, Kerstin Wittmann-Englert e Gabi Dolff-Bonekämper (a cura di), Baukunst der Nachkriegsmoderne. Architekturführer Berlin 1949–1979, Berlino, Dietrich Reimer Verlag, 2013,  pp. 305-306, ISBN 978-3-496-01486-7.

### Testi di approfondimento
- (DE) Bauwelt, 1954,  pp. 71 ss, ISSN 0005-6855 (WC · ACNP).
- (DE) Bauwelt, 1954,  pp. 350 ss, ISSN 0005-6855 (WC · ACNP).
- (DE) Berliner Bauwirtschaft, n. 10, 1954,  p. 180.
- (DE) Bauwelt, n. 49, 1955,  pp. 1004 ss, ISSN 0005-6855 (WC · ACNP).
- (DE) Franz-Heinrich Sobotka e Gustav Müller, Bauten, Projekte II, Tubinga, Wasmuth, 1967,  pp. 156-161, ISBN non esistente, IDN 458966061.
- (DE) Josef Paul Kleihues, Jan-Gerd Becker-Schwering e Paul Kahlfeldt (a cura di), Bauen in Berlin 1900–2000, Berlino, Nicolai, 2000,  p. 236, ISBN 3-87584-013-5.